# 星际之门 (游戏)
《星际之门》是1981年街机卷轴射击游戏，由Vid Kidz开发。游戏以《保卫者》续作的名义发行，两款游戏游玩方式基本一致。
到2020年时，街机共买出70,000台，全球收入15亿美元。